# Phyrama majus
Phyrama majus är en insektsart som beskrevs av Brunner von Wattenwyl 1895. Phyrama majus ingår i släktet Phyrama och familjen vårtbitare. Inga underarter finns listade i Catalogue of Life.